# الأميرة كازاماسيما
الأميرة كازاماسيما (بالإنجليزية: The Princess Casamassima) هي رواية بقلم هنري جيمس، نشرت لأول مرة بشكل مسلسل في جريدة أتلانتيك الشهرية بين عامي 1885-1886 ثم بشكل كتاب في عام 1886. أبطال القصة هم شاب ذكي ولكن مرتبك يدعى لندن بوكبايندر، وشابة تدعى هياسينث روبنسون، تشارك في السياسة الراديكالية وتخطط لعملية اغتيال إرهابية. هذا الكتاب يعتبر غير عادي ضمن أدب جيمس لتعامله مع موضوع العنف السياسي. ولكن غالبًا ما يقرن مع رواية أخرى نشرتها جيمس في العام نفسه، وهي"البوسطنيون"، والتي تتعامل أيضا مع القضايا السياسية، ولكن بشكل أقل مأساوية.